# San Benigno (Genova)
San Benigno è un moderno quartiere direzionale e di servizi nel comune di Genova, compreso nelle ex circoscrizioni di Sampierdarena e San Teodoro, che insieme formano il Municipio II - Centro Ovest.

## Descrizione del quartiere
La zona di San Benigno, oggi sede di centri direzionali, infrastrutture e servizi, in gran parte legati alle attività portuali, si è sviluppata a partire dal dopoguerra sull'area ricavata negli anni trenta dallo sbancamento dell'omonimo colle, parte terminale del crinale che fino ad allora rappresentava il confine tra Genova e Sampierdarena.
La maggior parte degli edifici del moderno quartiere direzionale sono stati costruiti tra gli anni ottanta e novanta. Tra questi il World Trade Center e il Matitone (terminato di costruire nel 1992).
Vi hanno sede la CULMV, la storica "Compagnia Unica dei lavoratori portuali", gli scaricatori del porto un tempo chiamati camalli e la caserma che ospita il Comando Provinciale dei Vigili del Fuoco di Genova.

## Storia

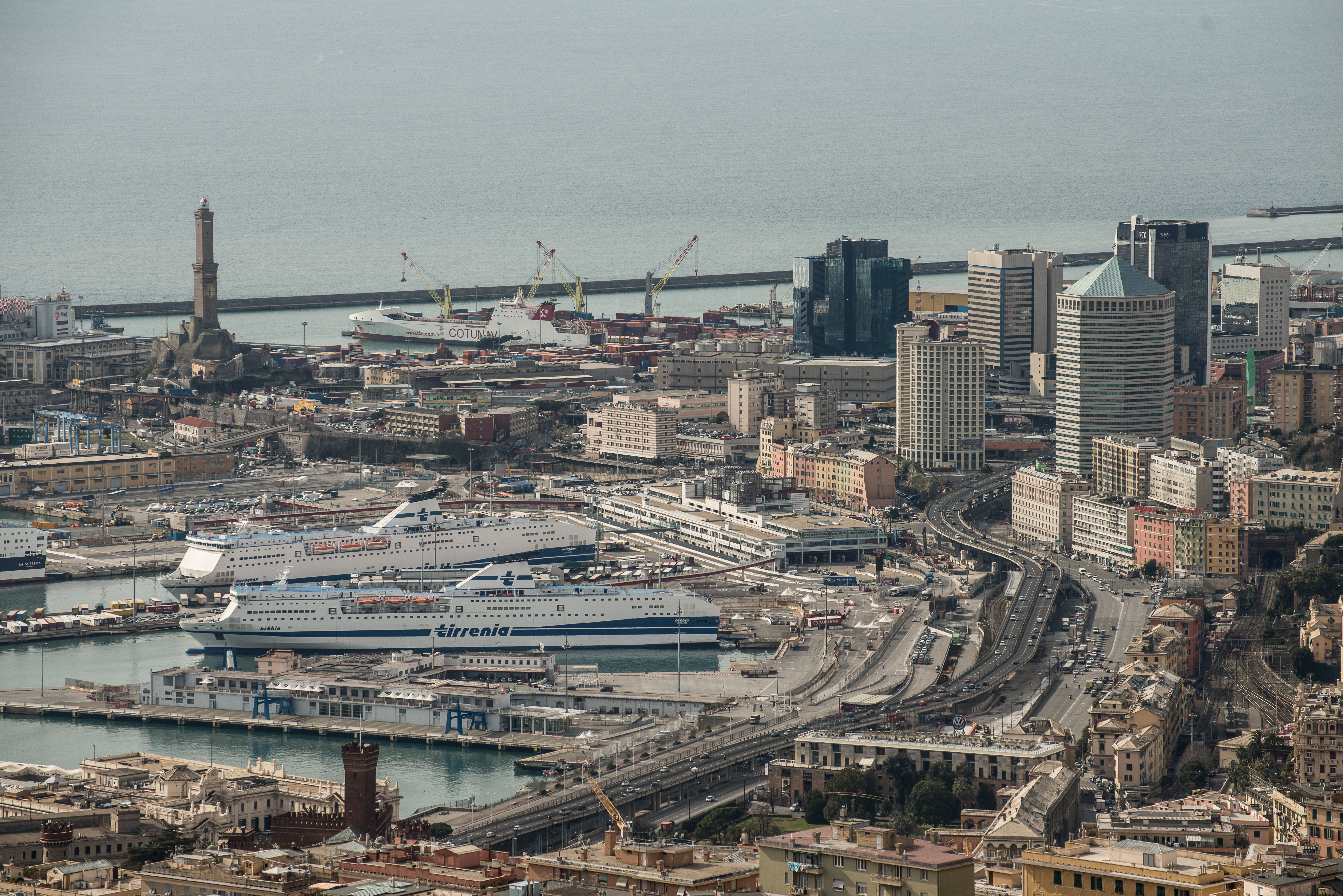
La zona di S. Benigno ai nostri giorni, con le torri dei moderni centri direzionali e il terminal traghetti

Storicamente il colle di San Benigno era la parte terminale del crinale che separava Genova dal limitrofo comune di Sampierdarena, chiudendo a ponente l'anfiteatro naturale alle spalle della città e del porto antico. Il colle prendeva il nome dalla storica abbazia di San Benigno, costruita nel XII secolo, nome attribuito anche al moderno quartiere direzionale.

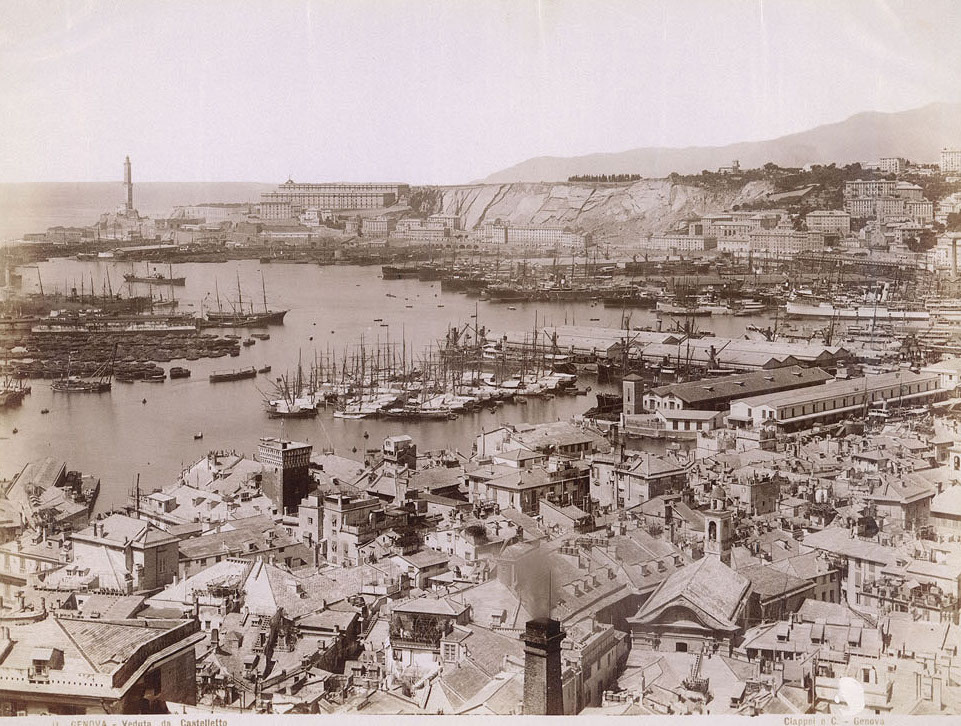
Il colle di S. Benigno con le imponenti caserme in un'immagine della seconda metà dell'Ottocento

Il crinale collinare terminava a picco sul mare con il promontorio di Capo di Faro, dove sempre nel XII secolo era stata costruita la primitiva Lanterna. Oggi la roccia su cui poggia la Lanterna rappresenta l'ultimo resto del colle di S. Benigno. La strada che collegava Sampierdarena a Genova, fino all'apertura di una prima galleria nel XIX secolo doppiava il capo sul quale si erge tuttora il faro.
Tra il 1626 e il 1632, lungo il crinale furono costruite a difesa della città le "Mura Nuove", che inglobarono all'interno della cinta difensiva l'antica abbazia. Con la costruzione delle mura, tra il 1633 ed il 1643 fu aperta nei pressi del faro la Porta della Lanterna, lungo la strada che da Sampierdarena immetteva in città.
Intorno al 1850 sul sito dell'antica abbazia, abbandonata dai monaci per le leggi di soppressione del 1798, fu costruito il grande complesso delle caserme che funzionarono fino ai primi decenni 
del XX secolo; dopo scomparvero con lo sbancamento dell'intero colle.
Tra la fine del XIX secolo e l'inizio del XX sia Genova, sia diversi dei comuni che dal 1926 ne costituiscono i quartieri, videro un aumento delle attività industriali, dell'attività portuale (alcune delle strutture attualmente esistenti nell'area del porto antico vengono edificate proprio in questo periodo) e la creazione di nuove infrastrutture al servizio di queste. In quest'ambito nel 1898 venne proposta la creazione di una nuova strada di collegamento tra Sampierdarena ed il confine occidentale di Genova, che avrebbe dovuto transitare nella zona dove allora sorgeva il colle si San Benigno. Il colle in questo periodo appartiene a diversi proprietari, alcuni pubblici (un terzo dell'area è del demanio militare), altri privati (principalmente la ditta Carena che gestisce in loco una cava di pietrame).
Pareri discordanti sul tipo di tecnica da utilizzare (scavo in trincea, galleria, ecc..), contrattazioni inerenti alla cifra da pagare all'autorità militare per permettere l'uso dell'area di sua competenza (1.500.000 lire nel 1905, poi ridotti a 1.100.000 lire) e gli interessi spesso opposti dei vari enti pubblici e proprietari privati dell'area hanno tuttavia rallentato di molto le decisioni, al punto di arrivare allo scoppio della prima guerra mondiale che porta ad un momentaneo congelamento del progetto.
Negli anni venti del Novecento la ritrovata necessità di migliori collegamenti con il porto permettono di riprendere la progettazione dell'opera. Nell'estate del 1925 il Consorzio Autonomo del Porto presenta al consiglio superiore del Ministero per i Lavori Pubblici un nuovo progetto per la strada e in generale per tutta l'area, che dovrà essere destinato al futuro centro direzionale del porto, con la dismissione delle infrastrutture militari presenti. Il progetto viene approvato e il Consorzio acquista il possesso dell'area per 31 milioni di lire. La strada viene inaugurata il 19 settembre 1929. I materiali ricavati dalla demolizione furono utilizzati per i riempimenti necessari alla costruzione dei nuovi moli davanti a Sampierdarena.

### La tragedia di S. Benigno

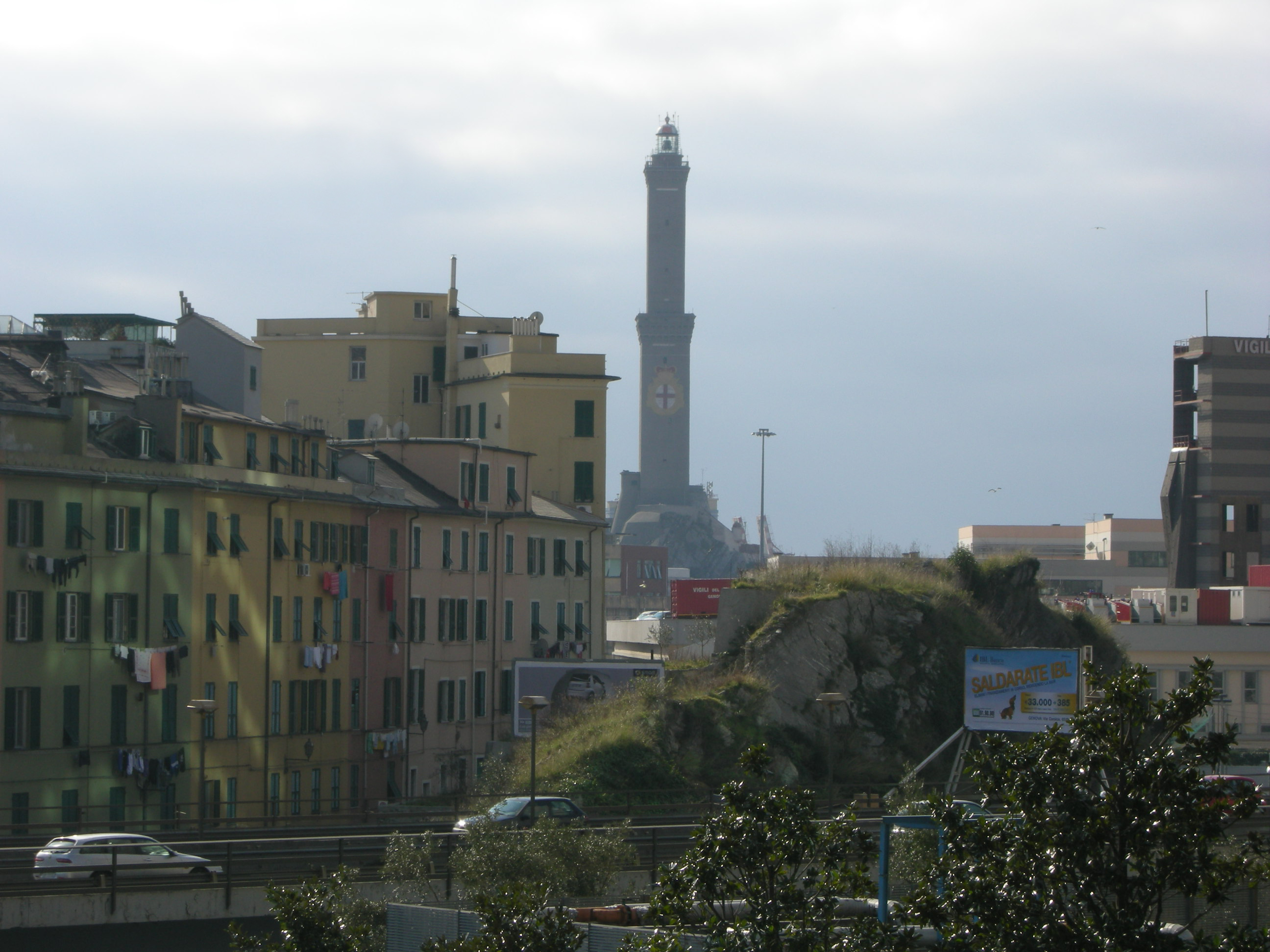
La torre della Lanterna fa da sfondo ai pochi resti del colle di S. Benigno

Il 10 ottobre del 1944, durante la seconda guerra mondiale quanto restava del colle di S. Benigno fu squassato da una tremenda esplosione che distrusse un complesso di gallerie ferroviarie, utilizzate in parte dall'esercito tedesco come deposito di munizioni, ma anche dalla popolazione come rifugio antiaereo. Le cause dell'esplosione, che provocò la morte di centinaia di civili, tra rifugiati nelle gallerie e abitanti dei soprastanti palazzi distrutti, oltre a 200 soldati tedeschi (le vittime sono stimate almeno 1000 ma alcune fonti indicano anche 2000), non furono mai ufficialmente accertate. Una prima inchiesta ipotizzò che la deflagrazione fosse stata innescata da un fulmine, mentre in seguito ci fu chi attribuì la responsabilità ad un'azione di sabotaggio da parte di gruppi partigiani, che non ne avrebbero ben calcolato i devastanti effetti sulla popolazione civile. Nel 2004, in occasione del sessantesimo anniversario del tragico evento, il senatore Franco Servello di Alleanza Nazionale, con riferimento ad un libro sull'argomento pubblicato dallo scrittore genovese Raffaele Francesca in quello stesso anno ha presentato un'interrogazione al Ministro della Giustizia.

## Edifici storici scomparsi

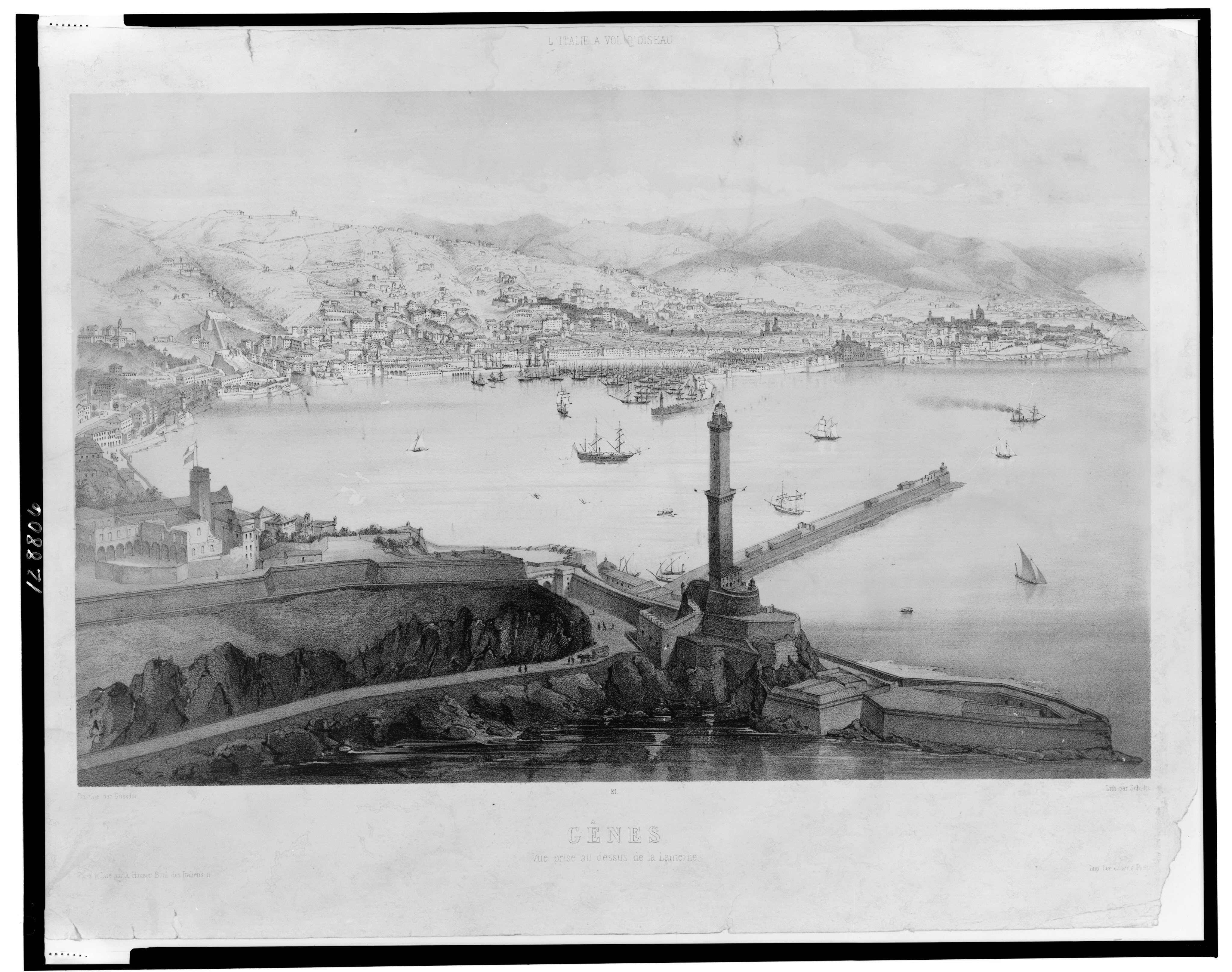
Il colle di S. Benigno (visto da ponente) alla metà dell'Ottocento in una litografia di Alfred Guesdon (1808-1876). Nell'immagine si vedono la Lanterna con l'omonima porta, un tratto delle scomparse mura e l'antica abbazia, ormai in rovina

Le vicende storiche e urbanistiche che negli ultimi due secoli hanno modificato completamente l'aspetto del quartiere hanno portato alla totale scomparsa di alcuni storici edifici. Tra questi l'antica abbazia che aveva dato il nome alla zona e le strutture militari sorte nel Seicento a difesa della città.

### L'Abbazia di San Benigno
La chiesa di S. Benigno, con l'annesso monastero dei benedettini era stata costruita nel XII secolo. Il complesso, comprendente anche un ospitale per viandanti, fu attivo per quasi sette secoli. Dapprima inglobato nelle "Mura Nuove" seicentesche, fu definitivamente abbandonato dai monaci nel 1798 per le leggi di soppressione napoleoniche ed utilizzato come caserma e magazzino dall'esercito sabaudo. Intorno al 1850 quanto restava del complesso fu demolito per costruire le due grandi caserme.

### Le strutture militari
Il tratto delle Mura Nuove che correva lungo il crinale del colle prendeva il nome di Mura di San Benigno e terminava alla Lanterna, dove una monumentale porta consentiva l'accesso in città. L'originaria porta della Lanterna fu demolita nel 1877, nonostante numerosi pareri contrari, e sostituita da un'altra architettonicamente più modesta ma più adatta per il crescente traffico. Questa porta è oggi riposizionata ai piedi della Lanterna, in un luogo diverso da quello originario.

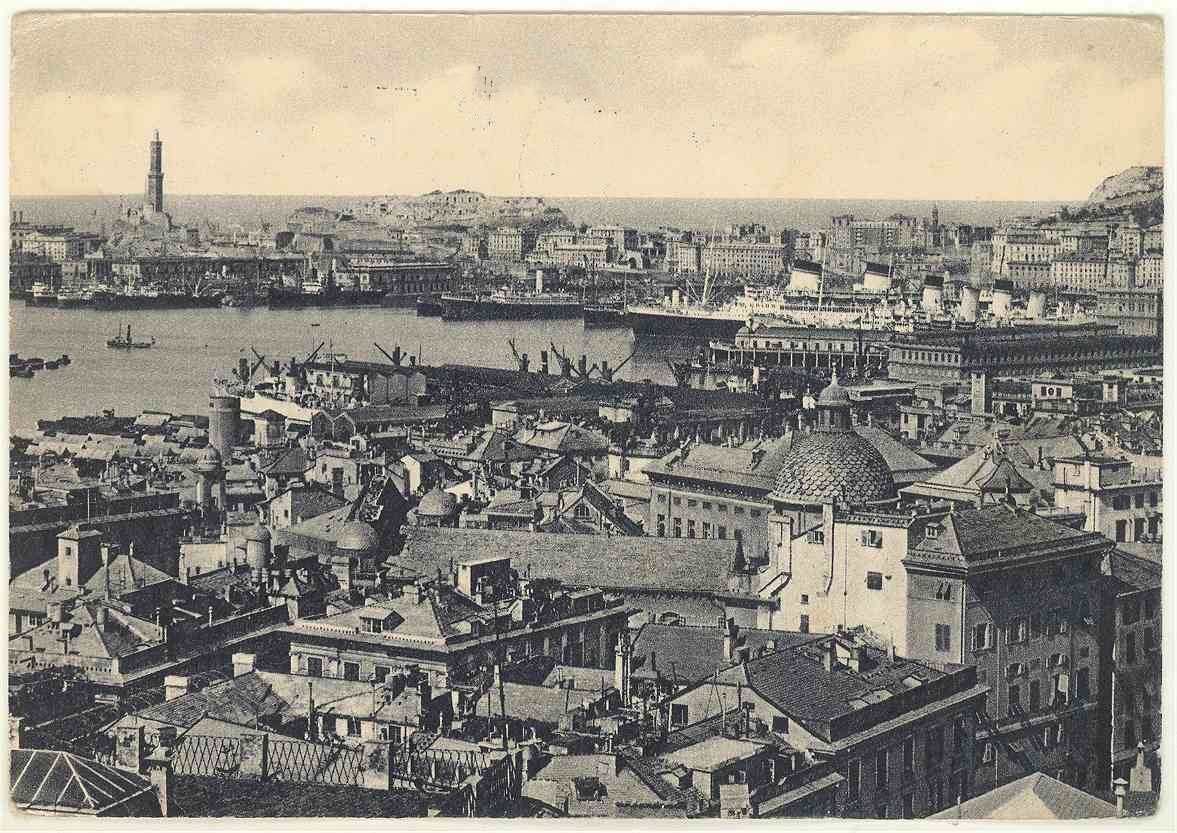
In questa immagine del 1941 il colle è quasi completamente scomparso, salvo una piccola parte con i ruderi delle caserme

L'antica abbazia, ormai in rovina dopo il forzato abbandono dei monaci nel 1798, ribattezzata "Forte S. Benigno", fu utilizzata come deposito di munizioni e caserma, mentre sul piazzale antistante fu sistemata una batteria composta da due cannoni e otto mortai, collocati a protezione del porto ma anche per contenere eventuali rivolte della popolazione, come esplicitamente dichiarato da rapporti militari intorno al 1840. Cosa che puntualmente accadde il 5 aprile 1849, quando, durante l'insurrezione di Genova contro il governo sabaudo, il generale Alfonso La Marmora da questa postazione fece bombardare la città; repressa l'insurrezione, fu lo stesso La Marmora a suggerire il potenziamento del sito, per prevenire nuove sommosse.
Tra il 1852 e il 1860, demolito completamente l'antico monastero, furono costruite due grandi caserme, che potevano ospitare 1276 soldati ciascuna. Le caserme furono sede di comandi militari fino al 22 giugno 1930, quando con una fastosa cerimonia furono dismesse in previsione della loro demolizione, conseguente al progettato spianamento del colle. I lavori di sbancamento non erano ancora completati durante la seconda guerra mondiale, quando parte dei ruderi furono utilizzati come batteria contraerea, ed ancora nel dopoguerra come ricovero per senza tetto, e furono eliminati definitivamente negli anni settanta, prima della costruzione dei nuovi centri direzionali.

#### Batterie costiere

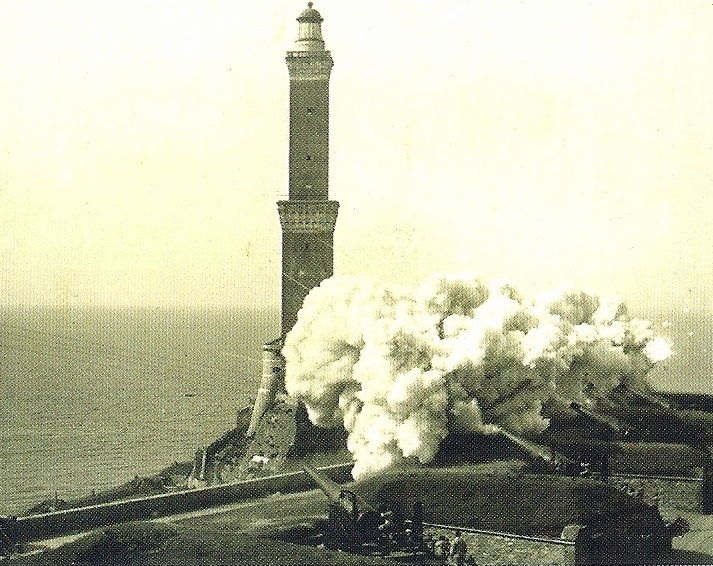
Esercitazione alla batteria S. Benigno

- Batterie della Lanterna. A protezione della Lanterna e del porto, fin dall'epoca della costruzione delle mura, nel XVII secolo, ai piedi del faro fu realizzata una prima postazione di pezzi d'artiglieria, rafforzata un secolo dopo con un'altra batteria posta quasi al livello del mare all'estremità del promontorio, denominata "Batteria a fior d'acqua della Lanterna". Durante l'assedio di Genova del 1800 il fuoco di queste batterie costrinse una squadra navale inglese a riprendere il largo. Nella prima metà dell'Ottocento attorno alla Lanterna furono realizzate altre tre batterie. Oggi restano solo le murature perimetrali di una di esse, sul terrazzo a lato del faro.[9]
- Batteria San Benigno. Nel 1878, nel piazzale antistante le due caserme fu sistemata un'altra grossa batteria a difesa del porto, affacciata su due fronti: quello di levante, armato con sei cannoni da 32 GRC (Ret) e quello di ponente con quattro cannoni da 24 GRC (Ret).[9]

## Trasporti e vie di comunicazioni
Il quartiere è servito dalla piccola stazione ferroviaria non presenziata di Genova Via di Francia in cui, nelle ore di punta dei giorni feriali, fermano alcuni dei treni regionali del nodo genovese. Oltre a questo sono presenti in zona alcuni capolinea delle linee di autobus urbani dell'AMT.
Nell'antistante zona portuale si trova il terminal traghetti progettato dall'architetto Aldo Luigi Rizzo e costruito tra il 1993 e il 1999.

### Il nodo viario di San Benigno
Nella zona di San Benigno confluiscono alcune delle principali vie di comunicazione del nodo viario genovese, quali l'autostrada A7 con il casello di Genova Ovest, la strada sopraelevata, oltre ad alcune delle principali strade urbane che collegano i quartieri di Sampierdarena e San Teodoro: via A. Cantore, lungomare G. Canepa, via di Francia e via Milano.
La viabilità della zona è interessata dagli interventi previsti nel nodo stradale e autostradale genovese, per i quali la Conferenza dei servizi ha già dato la propria approvazione, riguardanti il nuovo collegamento tra la barriera autostradale di Genova-Ovest e il porto e la sua connessione con la viabilità ordinaria. Lo scopo di questi interventi è la separazione della viabilità ordinaria dai flussi di traffico diretti o provenienti dal porto.
Sempre nel quadro della razionalizzazione del traffico in questo snodo cruciale della viabilità cittadina è prevista realizzazione del "Tunnel subportuale", che passando sotto il bacino del porto vecchio, dovrebbe collegare direttamente i quartieri di ponente con quelli di levante, evitando l'attraversamento del centro della città; questa opera è inserita dal 2001 nel "Programma delle infrastrutture strategiche di preminente interesse nazionale"
, anche se non sono ancora stati definiti finanziamenti e tempi di realizzazione.